# Sean McMahon
Sean McMahon (nacido en Brisbane el 18 de junio de 1994) es un jugador de rugby australiano, que juega de flanker para la selección de rugby de Australia y, actualmente (2015) para los Melbourne Rebels en el Super Rugby.

## Carrera

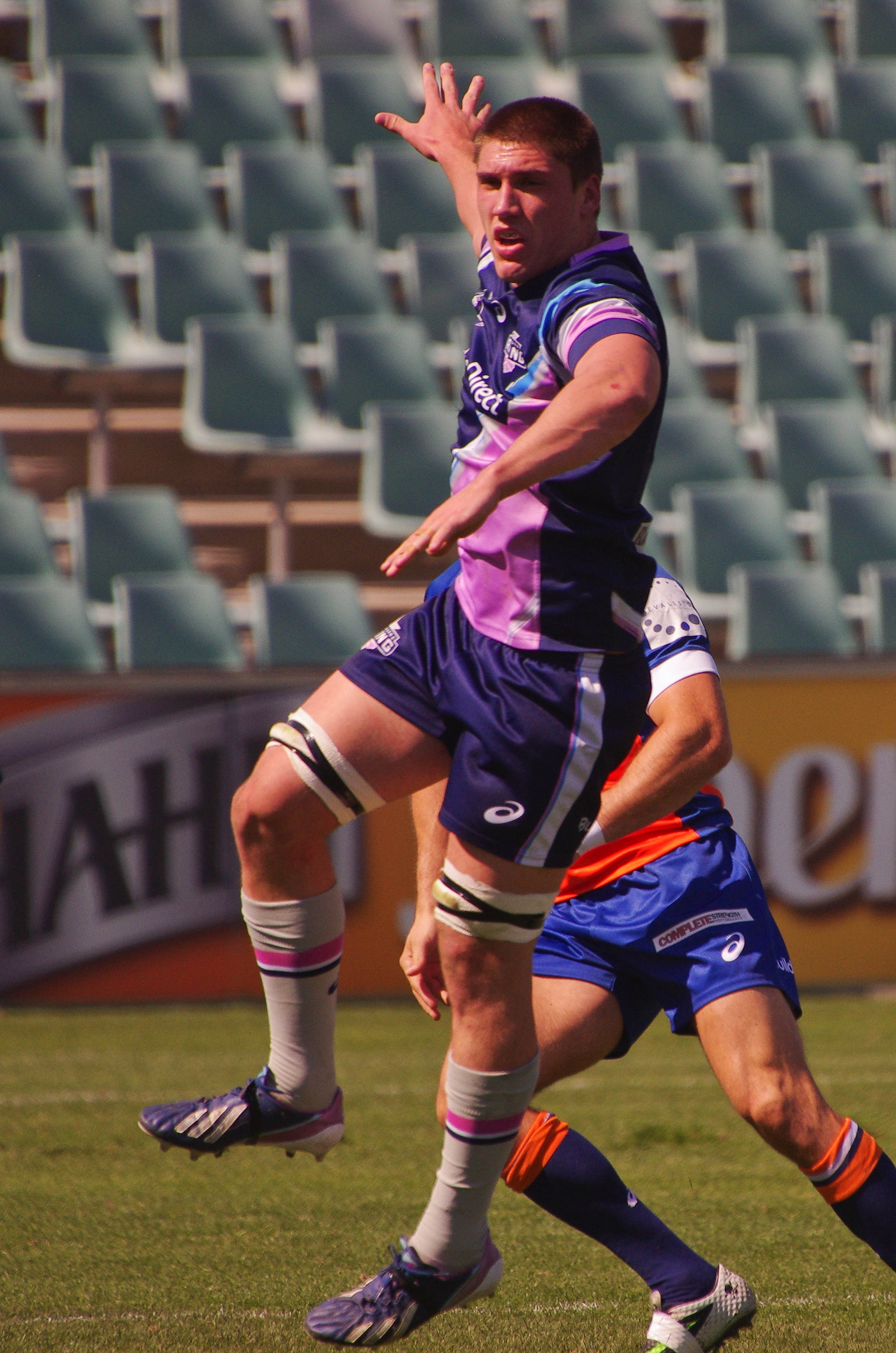
McMahon en 2014

McMahon nació y creció en Brisbane y dio sus primeros pasos en el rugby senior con GPS en la competición Queensland Premier Rugby. Jugó en el equipo que fue finalista en la competición de 2013 y jugó con otros futuros compañeros de los Rebels Colby Faingaa y Bryce Hegarty. Las actuaciones de McMahon lograron que lo escogieran como miembro del equipo ampliado de los Melbourne Rebels en la temporada de Super Rugby 2014. Sorprendentemente fue escogido en el jersey n.º 6 para el primer partido de la temporada de los Rebels contra los Cheetahs en AAMI Park el 28 de febrero de 2014. McMahon jugó todos los 80 minutos en una victoria 35-14 para el equipo local.
El 16 de abril de 2014, los Melbourne Rebels anunció que McMahon firmó un nuevo contrato de dos años, que abarca hasta final de 2016.

## Internacional
McMahon representó a los Australia Schoolboys en 2011 antes de convertirse en el más joven de los Australia Sevens en 2011, formando parte del equipo durante otros dos años al mismo tiempo que hicieron que el equipo de Australia sub-20 para el Campeonato Mundial de Rugby Juvenil de 2012 en Sudáfrica. En mayo de 2014, fue escogido capitán de Australia en el Campeonato Mundial de Rugby Juvenil de 2014, a comenzar en Auckland en junio. A esto le siguieron potentes actuaciones con los Sevens de Australia y los Melbourne Rebels.
El 22 de octubre, McMahon fue escogido para la selección absoluta de Australia para los tests de finales del año 2014 de los Wallabies, bajo el mando del nuevo entrenador, Michael Cheika. Hizo su primera aparición contra los Barbarians el 1 de noviembre, pero fue una semana más tarde cuando hizo su partido de debut contra Gales en el Millennium Stadium, comenzando con el Jersey n.º 6.
Actualmente es miembro del equipo australiano en la Copa Mundial de Rugby de 2015 que compite en Inglaterra y Gales. Comenzó con el n.º 7 en el partido de grupo contra Uruguay, que terminó con una aplastante victoria wallaby 65-3; McMahon anotó dos de los once ensayos de su equipo, y fue elegido por los aficionados (a través de Twitter como "Hombre del partido" (Man of the Match).